# 幸福インターチェンジ
幸福インターチェンジ（こうふくインターチェンジ）は、北海道帯広市幸福町にある帯広広尾自動車道のインターチェンジ。帯広空港（とかち帯広空港）への最寄ICになっている。

## 歴史
- 2006年（平成18年）3月12日 : 帯広川西IC - 幸福IC間（川西中札内道路）開通[1]。
- 2008年（平成20年）11月29日 : 幸福IC - 中札内IC間（川西中札内道路）開通[2]。

## 周辺
- 旧・幸福駅
- 種苗管理センター十勝農場
- 帯広空港（とかち帯広空港）

## 接続する道路
- 直接接続
  - 北海道道1157号幸福インター線（帯広空港道路）
- 間接接続
  - 北海道道109号新帯広空港線
  - 国道236号

## 隣
E60 帯広広尾自動車道（川西中札内道路）
(2) 帯広川西IC - (3) 幸福IC - (4) 中札内IC